# Aïn Djeloula
Aïn Djeloula (àrab: عين جلّولة, ʿAyn Jallūla), l'antiga Cululis, és una ciutat del centre de Tunísia, situada 30 km a l'oest de Kairuan i a l'est del massís del Djebel Ousselat (895 m). Una font, en àrab ayn, que neix a la muntanya li ha donat nom. Dins de la governació de Kairuan, constitueix una municipalitat que tenia 1.757 habitants en 2014.

## Economia
Afronta un desenvolupament econòmic notable arran de dos projectes d'infraestructures que s'hi han de construir: una cimentera i una central elèctrica tèrmica que funcionarà amb gas natural pres del gasoducte transtunisià que passa uns pocs quilòmetres a l'oest de la ciutat.

## Patrimoni
Als afores de la ciutat hi ha força grutes que conserven vestigis prehistòrics, especialment pintures rupestres.

## Administració
Forma una municipalitat o baladiyya, amb codi geogràfic 41 15 (ISO 3166-2:TN-12).
A més, forma un sector o imada, amb codi 41 55 59, de la delegació o mutamadiyya d'El Oueslatia (41 55).